# Julio Quiñones
Julio Quiñones (Roberto Payán, Nariño, 15 de agosto de 1996) es un futbolista colombiano. Juega como mediocampista.

## Trayectoria
- Llegó a San Juan de Pasto a las categorías inferiores del Deportivo Pasto hasta llegar al primer equipo donde debutó el 2 de febrero del 2015, jugó cuatro partidos en el 2015.

- Su primer gol como profesional fue el 9 de mayo del 2015 enfrentando al Cúcuta Deportivo.

## Clubes y estadísticas
| Club            | Temporada | Liga        | Liga  | Copa        | Copa  | Internacional | Internacional | Total       | Total | Total |
| Club            | Temporada | Apariciones | Goles | Apariciones | Goles | Apariciones   | Goles         | Apariciones | Goles |       |
| --------------- | --------- | ----------- | ----- | ----------- | ----- | ------------- | ------------- | ----------- | ----- | ----- |
| Deportivo Pasto | 2015-I    | 4           | 1     | 1           | 0     | -             | -             | 5           | 1     |       |
| Deportivo Pasto | 2015-II   | 1           | 0     | 1           | 0     | -             | -             | 2           | 0     |       |
| Deportivo Pasto | 2016-I    | 0           | 0     | 4           | 0     | -             | -             | 4           | 0     |       |
| Estadísticas    | Total     | 5           | 1     | 6           | 0     | -             | -             | 10          | 1     |       |

## Palmarés

### Campeonatos nacionales
| Título              | Club            | País     | Año  |
| ------------------- | --------------- | -------- | ---- |
| Categoría Primera B | Deportivo Pasto | Colombia | 2011 |